# 矢上雅義
矢上 雅義（やがみ まさよし、1960年8月8日 - ）は、日本の政治家。元衆議院議員（3期）。元熊本県球磨郡相良村長（2期）。

## 来歴
熊本県球磨郡相良村生まれ。上智大学経済学部卒業。
1990年、第39回衆議院議員総選挙に旧熊本2区（定数5）から無所属で立候補したが、得票数9位で落選し供託金は没収された。1992年、第16回参議院議員通常選挙に熊本県選挙区（定数2）から無所属で立候補したが、得票数5位で落選。1993年の第40回衆議院議員総選挙では、前年に結党した日本新党の公認を受け、定数が5から4に減少した旧熊本2区から立候補。自由民主党の東家嘉幸、渡瀬憲明、新党さきがけの園田博之を上回る得票数でトップ当選。翌年の日本新党解党後、新進党結党に参加。1996年の第41回衆議院議員総選挙に新進党公認で熊本5区から立候補し、自民党前職の渡瀬憲明を破り、再選。翌年の新進党解党後、自民党に入党。2000年の第42回衆議院議員総選挙に自民党公認で熊本5区から立候補したが、保守系無所属で立候補した金子恭之に敗れ、落選した。
2001年、出身地の相良村の村長選挙に無所属で立候補し、当選した。2005年1月26日、相良村の助役選任に関し、村議会議長を含む村議会議員に対し贈賄を行った容疑で熊本県警察捜査二課ならびに人吉警察署に逮捕された。2月に贈賄容疑で起訴されたが、同年11月の相良村長選挙に獄中から立候補し、再選。12月に保釈が決定された。2007年、熊本地方裁判所で懲役2年、執行猶予4年の有罪判決が下された。2008年、相良村長を辞職し、熊本県知事選挙に無所属で立候補したが、立候補者5人中4位で惨敗した（当選者は蒲島郁夫）。同年3月、福岡高等裁判所で控訴が棄却され、上告したが2010年5月に最高裁判所で一審の懲役2年、執行猶予4年の有罪判決が確定した。2012年3月、相良村長選挙に返り咲きを目指して立候補したが、現職の德田正臣村長に敗れた。同年の第46回衆議院議員総選挙に際しては、民主党熊本県連が熊本4区での矢上の擁立を目指していたが、党本部が公認申請を受け入れなかったため、熊本4区から無所属で立候補したが、日本維新の会の園田博之の得票数の半分も獲得できず、惨敗した。
2016年5月、同年3月に結成された民進党において、次期衆議院議員総選挙における熊本5区の公認を受け、熊本5区支部長に就任。
2017年の第48回衆議院議員総選挙に際し、前原誠司民進党代表が9月28日、民進党を事実上解党し、希望の党からの立候補を容認する方針を表明。矢上は安保法制を容認する希望の党の政策に反発し、10月3日に希望の党の公認を辞退し無所属で立候補する意向を表明。10月6日、立憲民主党からの立候補を改めて表明し、同党公認で熊本4区から立候補。選挙区では、かつて17年前に熊本5区の議席を争った自民党前職の金子恭之に6万票超の大差で敗れたが、重複立候補していた比例九州ブロックで復活し、17年ぶりに国政復帰を果たした。
2020年8月24日、旧立憲民主党と旧国民民主党は、2つの無所属グループを加えた形で合流新党を結成することで合意した。同年9月10日に行われた新「立憲民主党」の代表選挙では枝野幸男の推薦人に名を連ねた。
2021年10月31日の第49回衆議院議員総選挙では、再び金子と一騎打ちとなるも8万票超の大差で敗れ、今度は比例復活もならなかった。
2022年11月、翌年4月実施予定の人吉市長選挙に無所属で立候補をする意向を表明。2023年4月23日、市長選の投開票が行われ、現職の松岡隼人に敗れ落選。
2023年8月1日、第50回衆議院議員総選挙に小選挙区の10増10減に伴う新しい区割りによる熊本4区から日本維新の会公認で擁立されることが同党から発表された。2024年10月27日の開票の結果、小選挙区では3位で落選し、比例復活もならなかった。

## 政策・主張
- 第9条を含む日本国憲法の改正に反対[23]。
- 憲法への緊急事態条項の創設に反対[23]。
- 原子力発電について「当面は必要だが、将来的には廃止すべき」としている[23]。
- 日本の核武装について「将来にわたって検討すべきでない」としており、非核三原則の「持ち込ませず」の部分についても「議論する必要はない」としている[23]。
- 女性宮家の創設に反対[23]。
- カジノの解禁に反対[23]。

## 人物
- 元秘書に衆議院議員の坂井学[24]、天草市長の馬場昭治[25]がいる。

## 選挙歴
| 当落 | 選挙                     | 執行日         | 年齢 | 選挙区        | 政党         | 得票数     | 得票率 | 定数 | 得票順位 /候補者数 | 政党内比例順位 /政党当選者数 |
| ---- | ------------------------ | -------------- | ---- | ------------- | ------------ | ---------- | ------ | ---- | ------------------ | ---------------------------- |
| 落   | 第39回衆議院議員総選挙   | 1990年02月18日 | 29   | 旧熊本県第2区 | 無所属       | 8578票     | 1.9%   | 5    | 9/10               | /                            |
| 落   | 第16回参議院議員通常選挙 | 1992年07月26日 | 31   | 熊本県選挙区  | 無所属       | 10万2558票 | 12.76% | 2    | 5/7                | /                            |
| 当   | 第40回衆議院議員総選挙   | 1993年07月18日 | 32   | 旧熊本県第2区 | 日本新党     | 11万711票  | 26.0%  | 4    | 1/7                | /                            |
| 当   | 第41回衆議院議員総選挙   | 1996年10月20日 | 36   | 熊本県第5区   | 新進党       | 8万4275票  | 49.48% | 1    | 1/4                | /                            |
| 落   | 第42回衆議院議員総選挙   | 2000年06月25日 | 39   | 熊本県第5区   | 自由民主党   | 5万8874票  | 32.10% | 1    | 2/7                | 12/7                         |
| 当   | 2001年相良村長選挙       | 2001年         | 41   | ーー          | 無所属       | ーー票     | ーー   | 1    | 1/ー               | /                            |
| 当   | 2005年相良村長選挙       | 2005年11月13日 | 45   | ーー          | 無所属       | 1911票     | 49.76% | 1    | 1/3                | /                            |
| 落   | 2008年熊本県知事選挙     | 2008年3月23日  | 47   | ーー          | 無所属       | 10万2134票 | 14.13% | 1    | 4/5                | /                            |
| 落   | 2012年相良村長選挙       | 2012年3月4日   | 51   | ーー          | 無所属       | 1266票     | 36.09% | 1    | 2/3                | /                            |
| 落   | 第46回衆議院議員総選挙   | 2012年12月16日 | 52   | 熊本県第4区   | 無所属       | 3万6652票  | 23.46% | 1    | 2/3                | /                            |
| 比当 | 第48回衆議院議員総選挙   | 2017年10月22日 | 57   | 熊本県第4区   | 旧立憲民主党 | 8万9279票  | 37.24% | 1    | 2/2                | 3/3                          |
| 落   | 第49回衆議院議員総選挙   | 2021年10月31日 | 61   | 熊本県第4区   | 立憲民主党   | 7万2966票  | 31.93% | 1    | 2/2                | 15/4                         |
| 落   | 2023年人吉市長選挙       | 2023年4月23日  | 62   | ーー          | 無所属       | 2599票     | 15.13% | 1    | 3/3                | /                            |
| 落   | 第50回衆議院議員総選挙   | 2024年10月27日 | 64   | 熊本県第4区   | 日本維新の会 | 3万6203票  | 17.59% | 1    | 3/3                | 5/1                          |